# سگ راکونی ژاپنی
سگ راکونی ژاپنی یا تانوکی (نام علمی: Nyctereutes viverrinus) نام یک گونه از سرده شب‌نوردها است.
نقش اصلی انیمیشن میومیو عوض میشه! نیز از همین گونه است.

## منابع

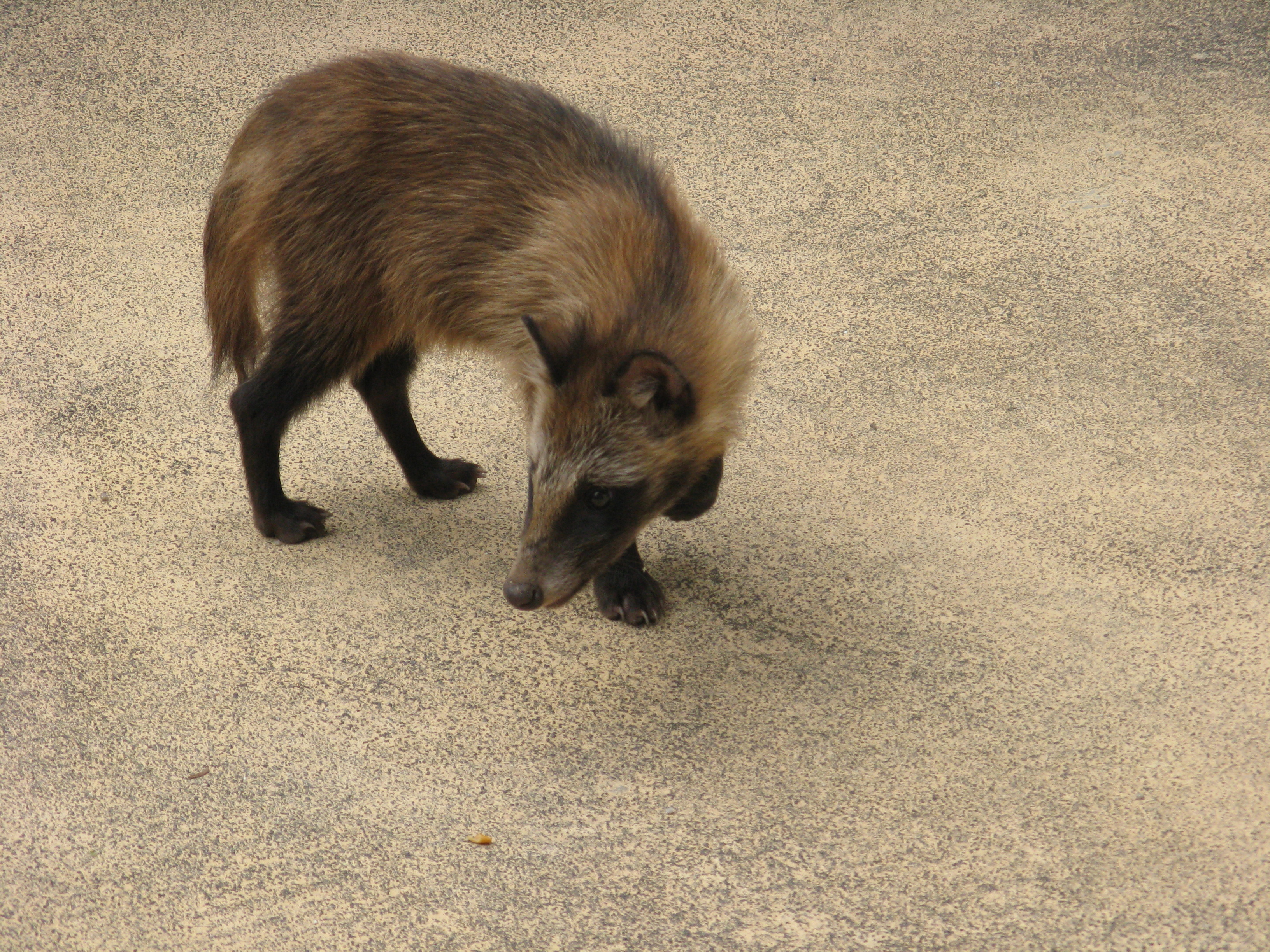
سگ راکونی ژاپنی